# Powiat Braunau
Powiat Braunau (niem. Bezirk Braunau) – powiat w Austrii, w kraju związkowym Górna Austria, w Innviertel. Siedziba znajduje się w mieście Braunau am Inn.

## Geografia
Powiat Braunau graniczy z powiatami: na wschodzie Ried, na południowym wschodzie Vöcklabruck, na południu Salzburg-Umgebung (w kraju związkowym Salzburg). Na północy i zachodzie przebiega leżąca całkowicie na rzekach Inn i Salzach granica z Niemcami.

## Podział administracyjny
Powiat podzielony jest na 46 gmin, w tym trzy gminy miejskie (Stadt), pięć gmin targowych (Marktgemeinde) oraz 38 gmin wiejskich (Gemeinde).
| Miasta 1. Altheim (5064) 2. Braunau am Inn (17 572) 3. Mattighofen (7398) Gminy targowe 1. Aspach (2632) 2. Eggelsberg (2782) 3. Helpfau-Uttendorf (3897) 4. Mauerkirchen (2726) 5. Ostermiething (3425) | Gminy 1. Auerbach (814) 2. Burgkirchen (2780) 3. Feldkirchen bei Mattighofen (2148) 4. Franking (1034) 5. Geretsberg (1169) 6. Gilgenberg am Weilhart (1355) 7. Haigermoos (631) 8. Handenberg (1337) 9. Hochburg-Ach (3403) 10. Höhnhart (1494) 11. Jeging (795) 12. Kirchberg bei Mattighofen (1246) 13. Lengau (5080) 14. Lochen am See (2968) 15. Maria Schmolln (1462) 16. Mining (1299) 17. Moosbach (1137) 18. Moosdorf (1771) 19. Munderfing (3041) | 1. Neukirchen an der Enknach (2315) 2. Palting (1182) 3. Perwang am Grabensee (1118) 4. Pfaffstätt (1255) 5. Pischelsdorf am Engelbach (1753) 6. Polling im Innkreis (1002) 7. Roßbach (891) 8. St. Georgen am Fillmannsbach (451) 9. St. Johann am Walde (2048) 10. St. Pantaleon (3231) 11. St. Peter am Hart (2495) 12. St. Radegund (657) 13. St. Veit im Innkreis (398) 14. Schalchen (4126) 15. Schwand im Innkreis (1048) 16. Tarsdorf (2130) 17. Treubach (743) 18. Überackern (694) 19. Weng im Innkreis (1446) |
| (liczba mieszkańców 1 stycznia 2023) | | |